# サーシャ・ドブソン
サーシャ・ドブソン（Sasha Dobson、1979年3月31日 - ）は、カリフォルニア州サンタクルーズ出身のアメリカ人ジャズ歌手。

## 生い立ち
ドブソンは音楽一家に育った。父親のスミス・ドブソン（スミス・ウィード・ドブソン4世、1947年-2001年）はマーク・マーフィーとレコーディングしたり、ボビー・ハッチャーソンと共演したりしていた。母親のゲイルもまた歌手で、さらに兄弟のスミス（スミス・ウィード・ドブソン5世）はテナーサックス、ドラムス、ヴィブラフォンの演奏家である。ドブソンが12歳だった1991年に、一家はモントレー・ジャズ・フェスティバルに出演している。

## キャリア
デビュー・アルバム『Modern Romance』は、2006年8月にジェシー・ハリスのシークレット・サン・レコーディングスからリリースされた。ノラ・ジョーンズのThe Fall・ツアーに参加し、ギター、パーカッション、ハーモニー・ボーカルを提供した。彼女はこのツアーでオープニング・アクトを担当した。アルバム『Aqauarius』は、2013年にリリースされた。ドブソンはノラ・ジョーンズ、キャサリン・ポッパーと共に、トリオ構成のプス・ン・ブーツのメンバーを務めている。

## ディスコグラフィ
- The Darkling Thrush (2004年、Smalls) ※クリス・バイヤースとの共作
- 『イントロデューシング』 - Introducing Sasha Dobson (2004年、Juniper)
- Modern Romance (2006年、Secret Sun)
- Burn (2010年、360 Sound)
- Aquarius (2013年、Creek Valley)
- Into the Trees (2014年)
- Simple Things (2020年) ※EP
- Girl Talk (2021年)